# Distrito de Eisenstadt-Umgebung
Eisenstadt-Umgebung es un distrito administrativo en el estado federal de Burgenland, Austria.
El área del distrito es 453.14 km², con una población de 38,752 (2001) y una densidad demográfica 86 personas por km². El centro administrativo del distrito es Eisenstadt.

## Localidades con población (año 2018)
- Eisenstadt 14,476
- Breitenbrunn am Neusiedler See 1,938
- Donnerskirchen 1,810
- Großhöflein 2,048
- Hornstein 3,012
- Klingenbach 1,172
- Leithaprodersdorf 1,193
- Loretto 475
- Mörbisch am See 2,261
- Müllendorf 1,397
- Neufeld an der Leitha 3,418
- Oggau am Neusiedler See 1,739
- Oslip 1,243
- Purbach am Neusiedler See 2,901
- Sankt Margarethen im Burgenland 2,636
- Schützen am Gebirge 1,392
- Siegendorf 2,963
- Steinbrunn 2,614
- Stotzing 840
- Trausdorf an der Wulka 2,064
- Wimpassing an der Leitha 1,549
- Wulkaprodersdorf 1,944
- Zagersdorf 1,027
- Zillingtal 933[1]